# Amalia de Llano y Dotrés
Amalia de Llano y Dotrés   (Barcelona, 29 d'abril de 1822 - Madrid, 6 de juliol de 1874) va ser una aristòcrata catalana, comtessa de Vilches pel seu matrimoni amb Gonzalo de Vilches. Fervent defensora de la monarquia, va treballar intensament pel retorn de la dinastia borbònica a Espanya després de 1868. És molt coneguda pel seu retrat obra de Federico de Madrazo el 1853, que ha esdevingut una icona del Romanticisme espanyol.
Va néixer a Barcelona el 29 d'abril de 1822, filla de Ramón de Llano y Chávarri i de Pilar Dotrés i Gibert. La seva família era de la burgesia, el seu pare procedia d'Àlaba i va exercir com a procurador a la ciutat de Barcelona, a més de ser soci de diverses empreses i un dels amos de l'empresa de guardacostes Llano, Ors y Compañía. Va contraure matrimoni el 12 d'octubre de 1839 amb Gonzalo de Vilches y Parga, al qual se li va concedir el títol de comte de Vilches el 8 de desembre de 1848 per part de la reina Isabel II, amb el vescomtat previ de La Cervanta.
La comtessa va ser una de les dames que més va treballar pel retorn de la monarquia a partir de l'expulsió d'Isabel II fins a la proclamació d'Alfons XII com a rei d'Espanya. Per això, en el retrats apareix representada amb l'emblema de la flor de lis borbònica. També conrear la literatura com a escriptora afeccionada i es coneix que va publicar les novel·les Berta i Ledia. Va morir a Madrid el 6 de juliol de 1874.
És conegut el seu retrat obra de Federico de Madrazo, gran amic de la comtessa, considerat el millor retrat del Romanticisme espanyol, quan ella tenia 32 anys. La comtessa va ser una habitual de la casa dels Madrazo, especialment en les vetllades musicals, i va arribar a cantar acompanyada del piano.